# Merkur Spiel-Arena
ESPRIT arena este un stadion de fotbal multi-funcțional aflat în Düsseldorf, Germania. Capacitatea stadionului este de circa 54.600, iar pentru concerte ajunge la 66.500.

## Istoric
Arena a fost construită între anii 2002-2004. Capacitatea inițială a fost de 51.500, în 2010 devenind 54.600 după extindere.

## Evenimente
- 2011 - Arena a fost gazda Concursului Muzical Eurovision 2011[3]